# Міньяр-Белоручев Костянтин Олександрович
Костянтин Олександрович Міньяр-Белоручев (10 жовтня 1874 — 10 січня 1944) — російський і радянський віолончеліст, композитор, заслужений діяч мистецтв Грузинської РСР (1933).

## Життєпис
Народився в м. Сенниця (сучасна Польща), в сім'ї композитора А. К. Міньяр. Випускник Московської консерваторії. Учень А. Е. фон Глена.
У 1901–1904 ріках — професор Тамбовського музичного училища (нині Тамбовський державний музично-педагогічний інститут імені С. В. Рахманінова), згодом — Воронезьких музичних класів (незабаром перетворені у Воронезьке музичне училище, тепер Воронезьке музичне училище імені Ростроповичів), біля витоків якого він стояв. Пізніше — професор Тбіліської консерваторії (учні: Р. Гарбузова, Г. Цомик, А. Айвазян, Барнабішвілі). Автор інструктивних творів, наукових праць з віолончельної майстерності і п'єс для віолончелі.

## Родина
Його син Р. К. Міньяр-Белоручев — відомий перекладач і викладач, що здійснив значний внесок у теорію і практику перекладу.

## Праці
- Миньяр-Белоручев К. А. Гаммы и арпеджии для виолончели. — М.: Гос. изд-во. Муз. сектор, 1922.
- Миньяр-Белоручев К. А. Скерцо: Для виолончели и фп. — М.: Гос. изд-во. Муз. сектор, 1924.